# Casa degli Amanti

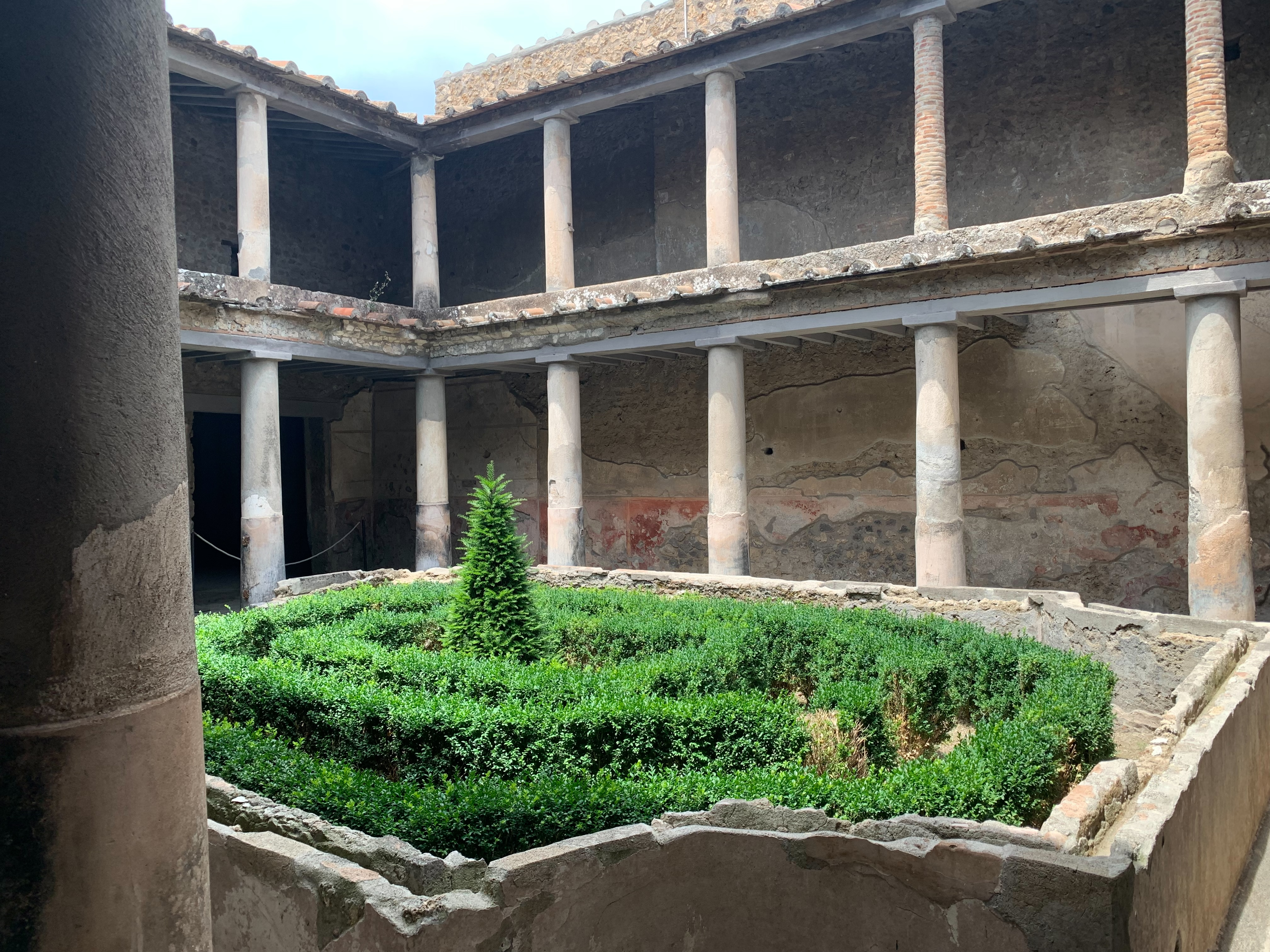
Das Peristyl

Bei der Casa degli Amanti (Haus der Liebenden) handelt es sich um ein Wohnhaus in Pompeji (I.10.11), das einige schöne Beispiele von Malereien im 4. Stil aufweist. Das Gebäude wurde 1933 ausgegraben und nach der Grabung überdacht, um die Wandmalereien zu schützen. Die Malereien des Hauses sind heute aber trotzdem in keinem guten Zustand.

## Beschreibung
Das im ersten Jahrhundert v. Chr. erbaute Haus hat ein Atrium und dahinter ein direkt anschließendes Peristyl mit zwei Stockwerken. Ein großer Teil der Räume des Hauses ist mit qualitätvollen Malereien ausgestattet. In diversen Räumen konnte auch die Deckendekoration restauriert werden. Im Atrium befinden sich rotgrundige Malereien im 4. Stil. Die Wandgemälde in den roten Wandfeldern zeigen vor allem Landschaften und Stillleben. Vom Atrium gelangt man direkt ins Peristyl. Links vom Eingang zum Peristyl befindet sich ein großes Triclinium, auf dessen Decke Mars und Venus zu sehen sind. Die Wände zeigen wiederum stark verblasste Dekorationen im 4. Stil. Die zentralen Wandbilder zeigen unter anderem die verlassene Dido und in einem anderen Bild die verlassene Ariadne. An der Rückseite des Peristyls liegen drei kleine Säle. Zwei von ihnen haben einfache Fußbodenmosaiken. Die bemalten Decken sind zum Teil erhalten. An der Fassade fand sich hier eine Inschrift, die dem Haus seinen modernen Namen gab: Amantes ut apes vitam melitam exigunt. (deutsch Die Liebenden führen wie die Bienen ein honigsüßes Leben.) Es ist vermutet worden, dass einige Räume als Bordell genutzt wurden.
Im Haus fanden sich zwei Skelette.  Es gibt Hinweise darauf, dass nach dem Vulkanausbruch im Jahr 79 Leute, vielleicht die ursprünglichen Bewohner des Hauses, zurückkamen und alles Wertvolle mitnahmen. In mehreren Wänden gibt es Durchbrüche. Hier hat man also versucht sich einen Weg durch das verschüttete Haus zu graben. Insgesamt fanden sich vergleichsweise wenige Objekte im Haus. Auch fehlen Hinweise auf Betten. Die letzten Einwohner scheinen auch nicht sehr wohlhabend gewesen zu sein. In einigen gut dekorierten Räumen, die einst wohl Repräsentationszwecken dienten, fanden sich Werkzeuge. Die Räume wurden also als Werkstätten genutzt. An einigen Stellen gibt es Hinweise darauf, dass Wanddekorationen beschädigt waren, aber nicht erneuert oder renoviert wurden. Im Haus fanden sich zwei Keramikgefäße mit dem Namen Claudius Eulogus. Dies führte dazu, ihn als den letzten Bewohner zu identifizieren. Jedoch fand sich sein Name auch auf einem Gefäß in einer Villa bei Boscoreale, so dass es wahrscheinlicher ist, dass er der Lieferant und nicht der Empfänger der Gefäße war.

## Galerie

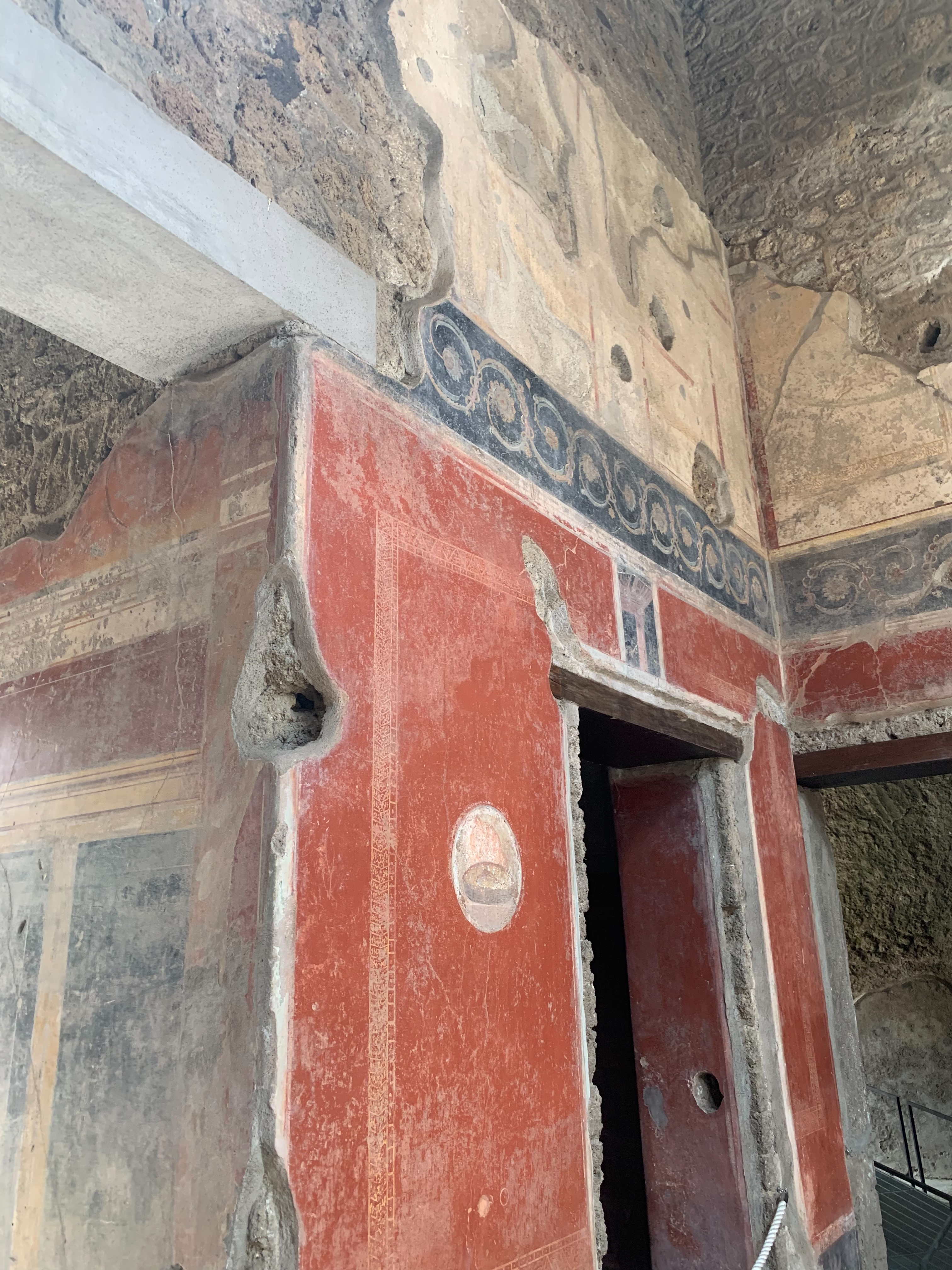
Malereien im 4. Stil
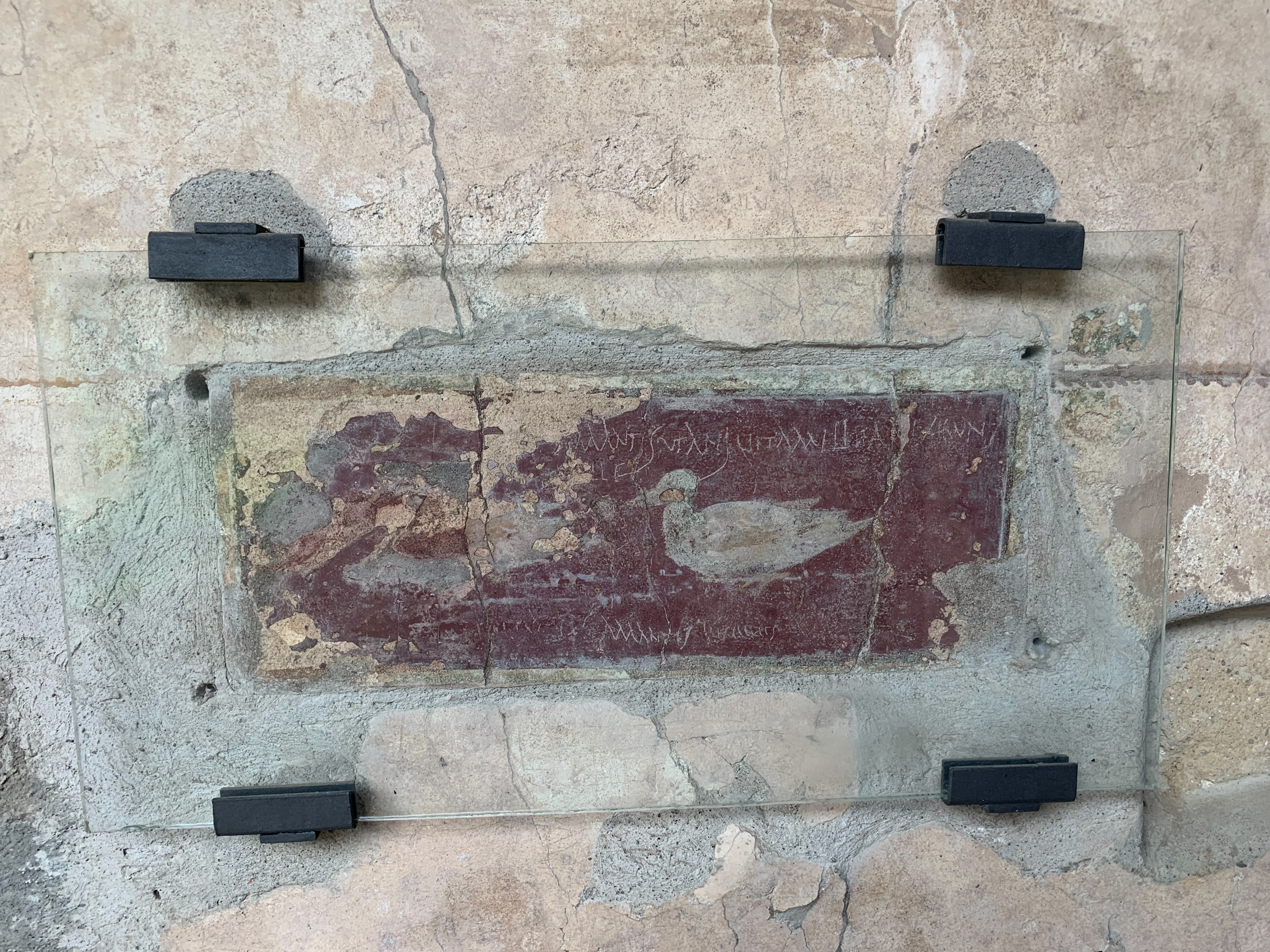
Malereifragment mit Enten
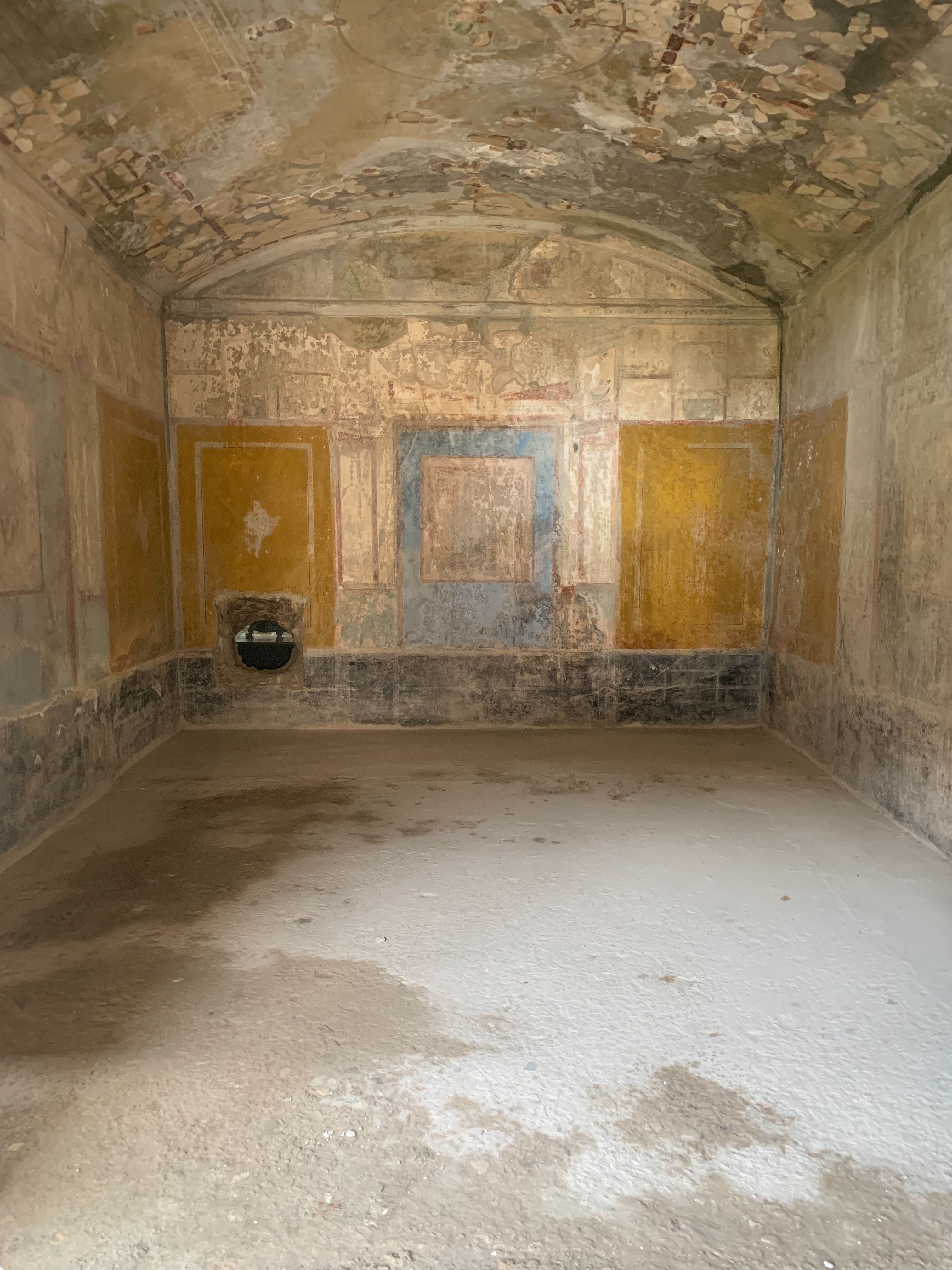
Triclinium, Malereien im 4. Stil
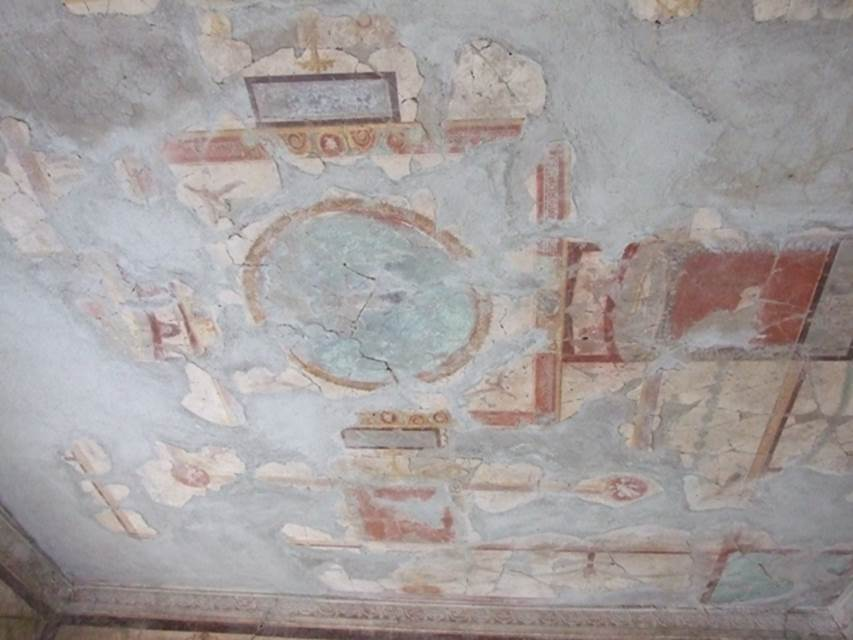
Bemalte und rekonstruierte Decke